# Amauroderma
Amauroderma là một chi nấm thuộc họ Ganodermataceae.